# Giovanni Battista Ambrosiani
Giovanni Battista Ambrosiani est un danseur et maître de ballet italien né à Milan le 2 juillet 1772 et mort au château de Karlberg le 19 février 1832.

## Biographie
Arrivé à Stockholm en 1795, Giovanni Battista Ambrosiani est engagé au Ballet royal suédois comme premier danseur, puis est maître de ballet de 1823 à 1827. Il sera également maître de danse et de gymnastique à l'Académie militaire de Karlberg jusqu'à sa mort.
Il a notamment créé les ballets pour des opéras comme Le Turc en Italie de Rossini, Preciosa de Weber et Fernand Cortez de Spontini.